# Trichlorure de (cyclopentadiényl)titane
Le trichlorure de (cyclopentadiényl)titane est un composé organotitane de formule chimique CpTiCl3, où Cp représente le ligand cyclopentadiényle C5H5. Il s'agit d'un solide jaune orangé qui se dégrade au contact de l'humidité. Il adopte une géométrie dite « en tabouret de piano ».
On obtient le trichlorure de (cyclopentadiényl)titane en faisant réagir du dichlorure de titanocène Cp2TiCl2 avec du tétrachlorure de titane TiCl4 :
(η5-C5H5)2TiCl2 + TiCl4 ⟶ 2 (η5-C5H5)TiCl3.
Ce complexe est électrophile et forme facilement des alcoolates avec les alcools.